# 若親分兇状旅
『若親分兇状旅』（わかおやぶんきょうじょうたび）は、1967年8月12日に大映が配給した、森一生監督、市川雷蔵主演の任侠映画である。『悪名シリーズ』と並ぶ、大映製作の代表的任侠映画として、市川雷蔵主演でシリーズ化され、合計8作品が製作された中の、第7作である。

## あらすじ
海軍時代の親友である高木が自害した。南条武は何故高木が自害したのかを探る為、兵学校時代を過ごした軍港を訪れた。高木少佐が訪れていた飲み屋の亭主や、下宿先や娘などから話を聞くことする。そして高木の死後、何者かが高木の部屋で何かを見つけるために部屋を荒らしたと聞き出す。そんなある日、海軍時代の友人、金杉が南条を訪ねてくる。昔話に花を咲かせるが、金杉は何かを探ろうとしていると南条は感じる。

## 配役
- 市川雷蔵 :南条武
- 江波杏子 : 小山千代子
- 葉山葉子 : 北川早苗
- 都はるみ : あけみ
- 藤巻潤 : 井川少佐
- 垂水悟郎 : 金杉弥三郎
- 永田靖 : 俵藤雄介
- 丸井太郎 : 辰
- 仲村隆 : 為次
- 島田竜三 : 矢部少佐
- 平泉征 : 北川明
- 石黒三郎 : 高木少佐
- 高杉玄 : 源太
- 南条新太郎 : 医師
- 玉置一恵 : 代貸松五郎
- 越川一 : 熊
- 浜田雄史 : 大沼
- 橘公子 : 下宿女主人
- 五味龍太郎 : 川上
- 加藤嘉 : 宗念
- 渡辺文雄 : 土屋信之

## スタッフ
- 監督 : 森一生
- 企画 : 奥田久司
- 撮影 : 今井ひろし
- 美術 : 太田誠一
- 音楽 : 鏑木創
- 編集 : 谷口登司夫
- 脚本 : 高岩肇

## 併映作品
- 『座頭市牢破り』: 山本薩夫監督作品

## 若親分シリーズ
- 『若親分』 (1965年) 池広一夫監督
- 『若親分出獄』 (1965年) 池広一夫監督
- 『若親分喧嘩状』 (1966年) 池広一夫監督
- 『若親分乗り込む』 (1966年) 井上昭監督
- 『若親分あばれ飛車』 (1966年) 田中重雄監督
- 『若親分を消せ』 (1967年) 中西忠三監督
- 『若親分兇状旅』 (1967年) 森一生監督
- 『若親分千両肌』 (1967年) 池広一夫監督